# Палац Харакс
Вілла Харакс — садибний будинок із парковою зоною на території селища Гаспра, Крим.

## Історія
Історія палацу починається, коли в Гаспрі був придбаний маєток великим князем Миколаєм Миколайовичем (молодший син імператора Миколи I) у княгині Мещерської у 1869 році. Ділянка близько 70 десятин (понад 100 га) була розташована від Севастопольського шосе до берега моря і закінчувалася мисом Ай-Тодор. Свою назву маєток отримав на честь римської фортеці, яка була розташована на цьому місці до середини III століття н. е.
Деякий час ділянка пустувала через відсутність на ній води. Після покупки у гаспринських татар джерела, Георгій Михайлович замовив архітекторові Миколі Краснову проєкт маєтку, розмір якого становив 16 га. Краснов вибрав для Харакса популярний тоді стиль пізнього модерну. У 1909 році в Хараксі побував Микола II. Сам архітектор так описує своє творіння:

«…Виконаний із сучасним шотландським смаком із місцевого вапняку мозаїчною кладкою зі вставкою орнаментальних частин, висічених із того ж каменю, і покритий англійської черепицею».

У 1922 році Харакс був перетворений на однойменний санаторій, а в 1955 році його назву замінили на «Дніпро». Німецько-радянська війна не пожаліла будівлю — палац сильно постраждав. Реставрація, на жаль, не повністю повернула колишній вигляд маєтку. У 1983 році санаторій був нагороджений Почесною грамотою Президії Верховної Ради Української РСР. У 1987 році на території оздоровниці відбулося відкриття історико-археологічного музею.

## Парк
Закладанням Харакського парку, як і зведенням садибного будинку, керував М. П. Краснов. Серед малих архітектурних форм особливий інтерес являє антична альтанка, що збереглася до теперішнього часу (за іншими даними — це копія з античними колонами).

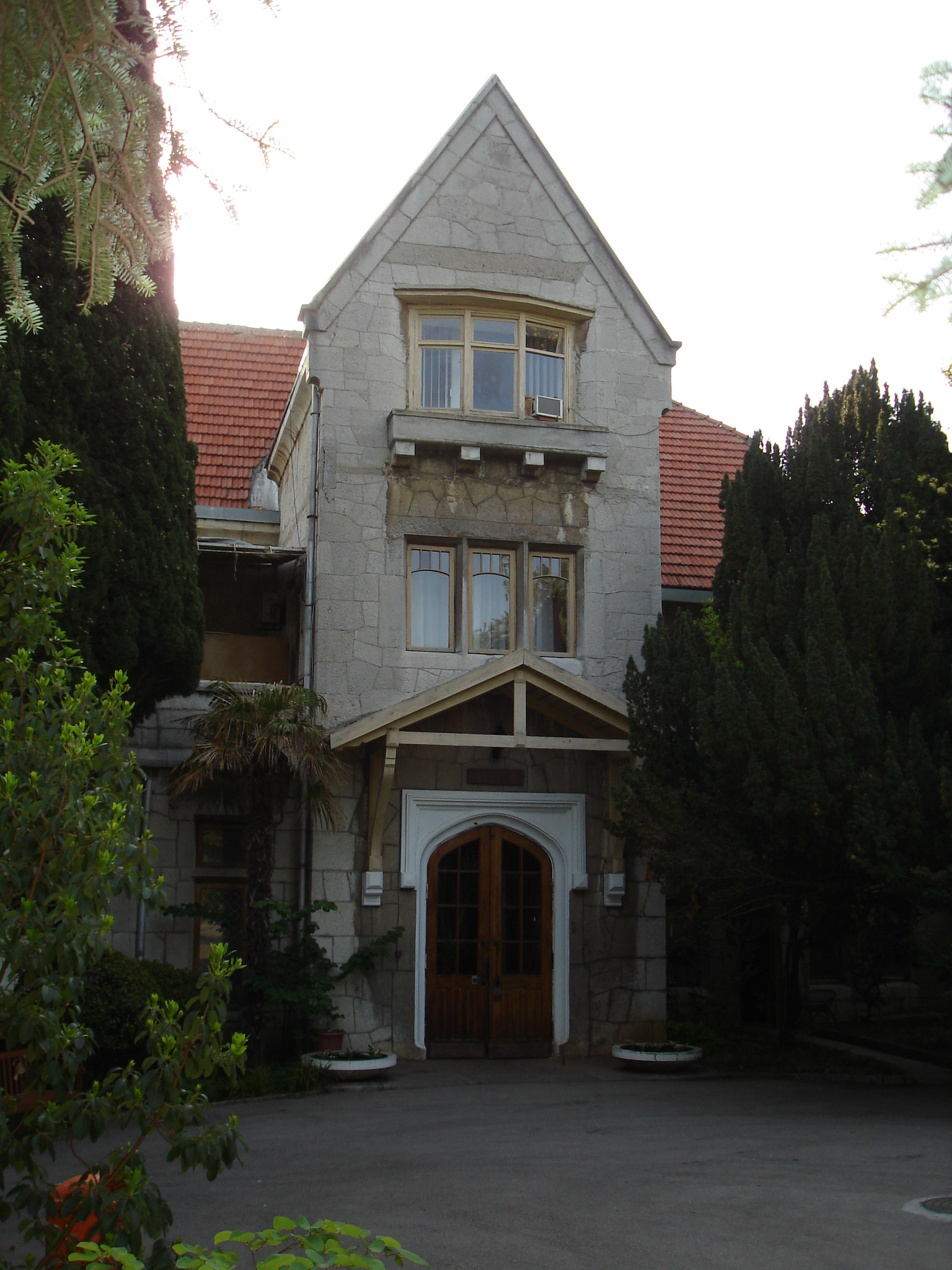
Вхід у палац
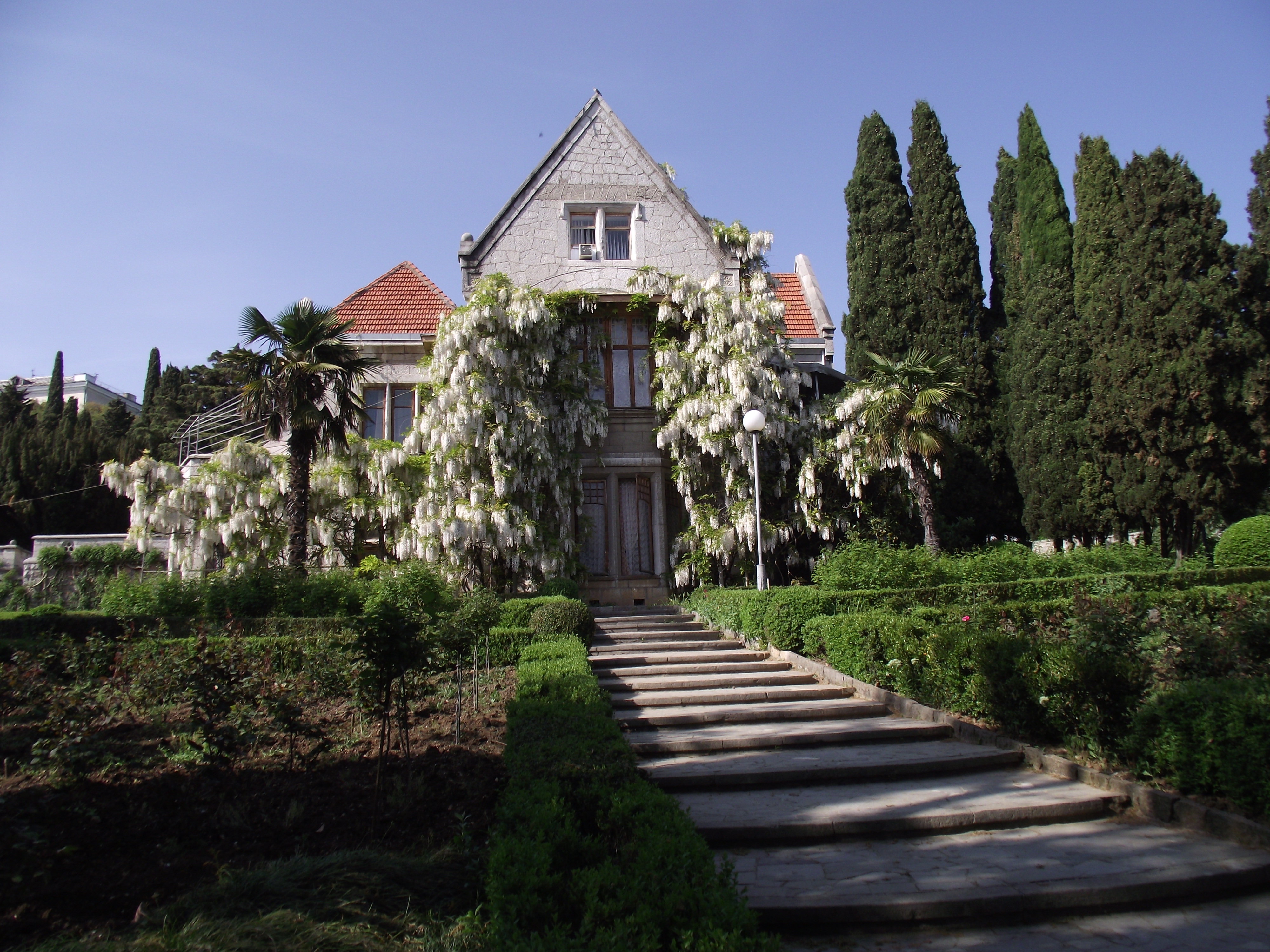
Ще один вид на маєток
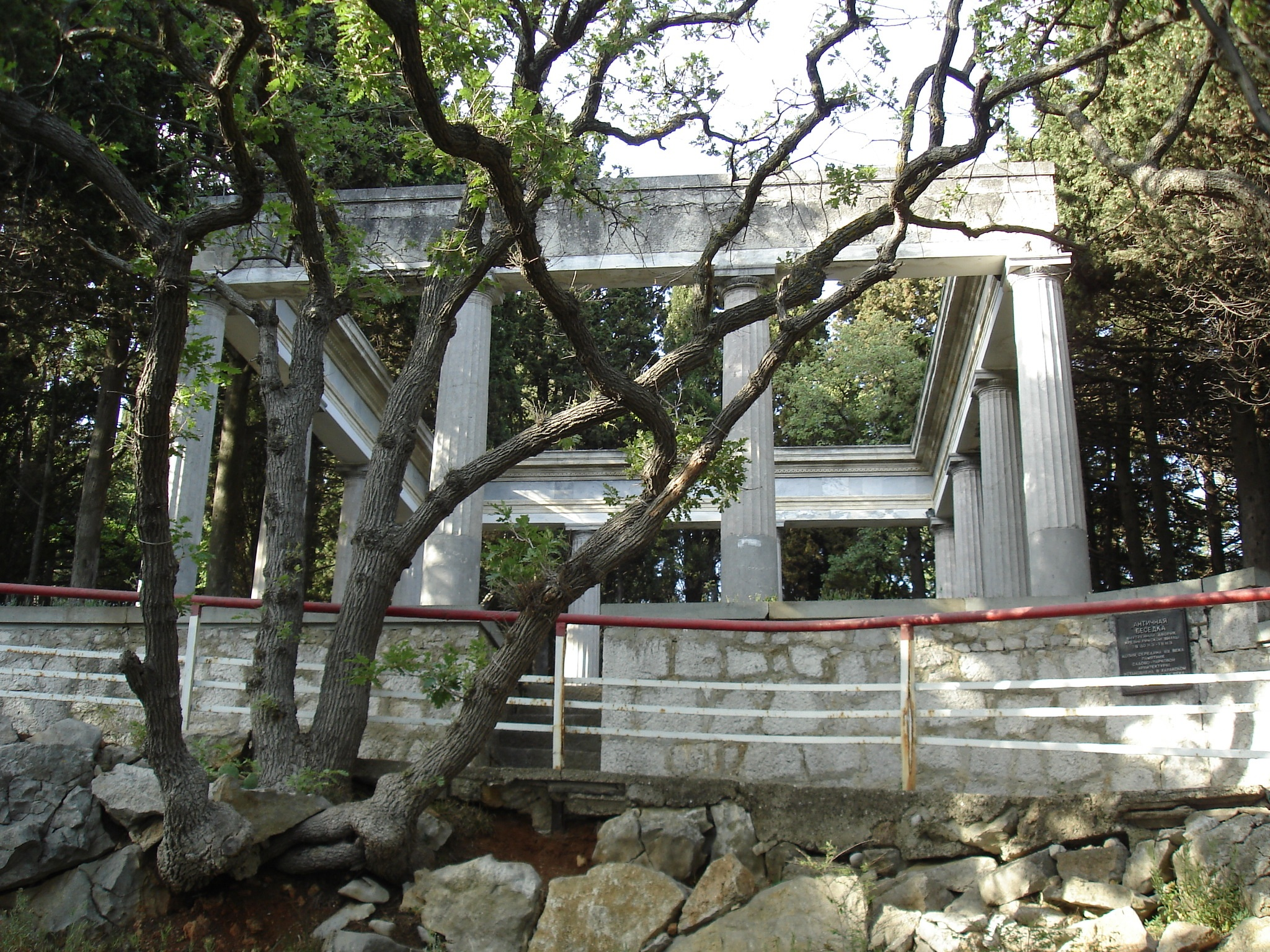
Антична альтанка у парку над морем

Цей географічний об'єкт розташований на території півострова Крим, який окупований Росією. Згідно з адміністративно-територіальним поділом України, на території Криму розташовані Автономна Республіка Крим і місто зі спеціальним статусом Севастополь, що входять до складу України. Згідно з адміністративно-територіальним поділом Росії, на півострові розташовуються суб'єкти РФ Республіка Крим і місто федерального значення Севастополь.